# 180P/NEAT
Комета NEAT 3 (180P/NEAT) — короткопериодическая комета из семейства Юпитера, которая была обнаружена 20 мая 2001 года американскими астрономами в рамках проекта NEAT и описана как диффузный объект 18,7 m звёздной величины. Максимальная яркость в тот год достигала значения 16,5 m. Комета обладает довольно коротким периодом обращения вокруг Солнца — чуть более 7,5 лет.

Орбита кометы NEAT 3 и её положение в Солнечной системе

Анализ архивных снимков вскоре позволил найти более ранние снимки этой кометы, полученные 14 мая 1955 года. Эти данные позволили уже к 4 февраля рассчитать достаточно точную эллиптическую орбиту данного тела, чтобы обнаружить его задолго до следующего перигелия, — 26 мая 2008 года. Комета была восстановлена 24 октября 2006 года немецким астрономом Reiner Michael Stoss, на снимках полученных днём ранее испанскими астрономами J. L. Ortiz и A. Mora в обсерватории Ла Пальма. Текущее положение кометы указывало на необходимость корректировки орбиты всего на —0,4 суток. На тот момент комета имела магнитуду всего лишь 22,4 m. Наблюдения за кометой продолжались на протяжении 1,5 лет и прекратились 3 августа 2008 года, вскоре после прохождения кометой точки перигелия. К этому времени с момента открытия кометы её наблюдали около 393 раз. 

## Сближения с планетами
В XX веке комета лишь однажды сблизилась с Юпитером на расстояние менее 1 а. е. 
- 0,90 а. е. от Юпитера 25 ноября 1952 года.